# Будьонновка (Буландинський район)
Будьо́нновка (каз. Будённовка) — село у складі Буландинського району Акмолинської області Казахстану. Входить до складу Новобратського сільського округу.
Населення — 167 осіб (2021; 210 у 2009, 287 у 1999, 300 у 1989).
Національний склад станом на 1989 рік:
- українці — 42 %;
- росіяни — 41 %.

У радянські часи село також називалось Будьоновка.